# Aladdin (film din 2019)
Aladdin este un film musical de fantezie din anul 2019 regizat de Guy Ritchie, pe baza unui scenariu de John August, produs de Walt Disney Pictures. Este un live-action al filmului clasic din 1992 Aladdin, care se bazează pe povestea arabă cu Aladin din O mie și una de nopți. Filmul îi reunește în distribuție pe Mena Massoud în rolul lui Aladin, alături de Will Smith, Naomi Scott, Marwan Kenzari, Navid Negahban, Nasim Pedrad și Billy Magnussen.

## Distribuție
- Will Smith - Duhul[9]
- Mena Massoud - Aladdin
- Naomi Scott - Prințesa Jasmine.[10]
- Marwan Kenzari - Jafar
- Navid Negahban - Sultanul
- Nasim Pedrad - Dalia
- Billy Magnussen - Prințul Anders[11]
- Numan Acar - Hakim
- Robby Haynes - Razoul